# Каракульджа (приток Карадарьи)
Каракульджа (устар. Кара-Кульджа; у истока — Каракол) — река, протекающая по территории Ошской области Кыргызстана. Длина реки составляет 104 км. Площадь водосборного бассейна — 1300 км².
Собирает свои воды с юго-западного склона Ферганского хребта. Каракульджа является правой составляющей реки Карадарья. В бассейне реки находится село Кара-Кульджа.